# Le Chien qui porte à son cou le dîné de son maître
Le Chien qui porte à son cou le dîné de son maître est la septième fable du livre VIII de Jean de La Fontaine situé dans le deuxième recueil des Fables de La Fontaine, édité pour la première fois en 1678.
La fable comporte 40 vers. Le repas du maître est bien intitulé « dîné », selon la forme utilisée du temps de La Fontaine, et non pas « dîner ». On peut considérer que le dîner en question correspond au dîner du soir proprement dit, ou bien au repas du midi (déjeuner).
La morale de la fable est indiquée dans les vers 3 et 4 :
« Peu de gens gardent un trésor

Avec des soins assez fidèles ».

## Résumé de la fable
La fable comporte deux parties.
Dans la première partie (vers 5 à 29), un chien porte à son cou une gamelle comprenant le repas de son maître.
Au cours du chemin, il se fait attaquer par d'autres chiens.
Voyant qu'il va avoir le dessous et qu'il va se faire dérober le contenu de la gamelle, il décide d'ouvrir la gamelle et de se servir en premier.
Ainsi tous les chiens mangent le repas, y compris celui qui était censé le transporter et le protéger.
Dans la seconde partie (vers 30 à 40), le narrateur évoque le cas d'une ville, dirigée par des bourgeois. La plupart sont corrompus.
Lorsque l'un d'eux est honnête, il se fait rabrouer par ses collègues, tant et si bien qu'il finit lui-aussi par voler le fruit des impôts. La fable se termine en effet par ces mots « Il n'a pas de peine à se rendre / C'est bientôt le premier à prendre. », déclinaison dans la société des humains de la morale de la fable énoncée en vers 3 et 4.

## Texte de la fable
Nous n’avons pas les yeux à l’épreuve des belles,

Ni les mains à celle de l’or :

Peu de gens gardent un trésor

Avec des soins assez fidèles.

Certain Chien qui portait la pitance au logis,

S’était fait un collier du dîné de son maître.

Il était tempérant plus qu’il n’eût voulu l’être,

Quand il voyait un mets exquis :

<Nous nous laissons tenter à l’approche des biens.

Chose étrange ! on apprend la tempérance aux chiens,

Et l’on ne peut l’apprendre aux hommes.

Ce Chien-ci donc étant de la sorte atourné,

Un mâtin passe, et veut lui prendre le dîné.

Il n’en eut pas toute la joie

Qu’il espérait d’abord : Le Chien mit bas la proie,

Pour la défendre mieux, n’en étant plus chargé.

Grand combat : D’autres Chiens arrivent.

Ils étaient de ceux-là qui vivent

Sur le public, en craignant peu les coups.

Notre Chien se voyant trop faible contre eux tous,

Et que la chair courait un danger manifeste,

Voulut avoir sa part ; Et lui sage : il leur dit :

Point de courroux, Messieurs, mon lopin me suffit :

Faites votre profit du reste.

A ces mots le premier il vous happe un morceau.

Et chacun de tirer, le Mâtin, la canaille ;

A qui mieux mieux ; ils firent tous ripaille ;

Chacun d’eux eut part du gâteau.

Je crois voir en ceci l’image d’une Ville,

Où l’on met les deniers à la merci des gens.

Échevins, prévôt des marchands,

Tout fait sa main : le plus habile

Donne aux autres l’exemple. Et c’est un passe-temps

De leur voir nettoyer un monceau de pistoles.

Si quelque scrupuleux par des raisons frivoles

Veut défendre l’argent, et dit le moindre mot ;

On lui fait voir qu’il est un sot.

Il n’a pas de peine à se rendre :

C’est bientôt le premier à prendre.
— Jean de La Fontaine, Fables de La Fontaine, Le Chien qui porte à son cou le dîné de son maître, texte établi par Jean-Pierre Collinet, Fables, contes et nouvelles, Gallimard, « Bibliothèque de la Pléiade », 1991, p. 301

## Photographies

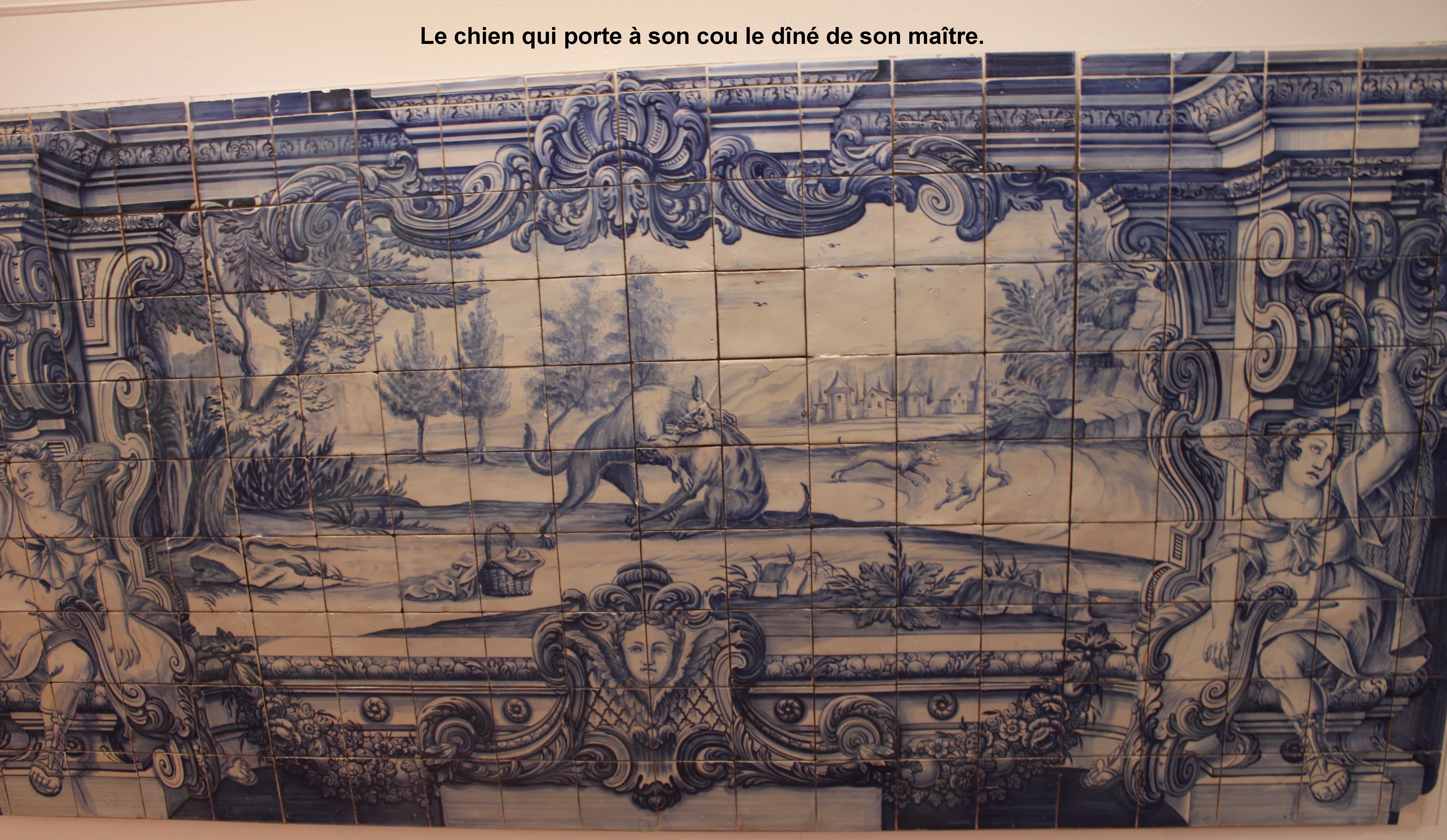
Le chien qui porte à son cou le dîner de son maître - Azulejos - Monastère de Saint-Vincent de Fora (Lisbonne).
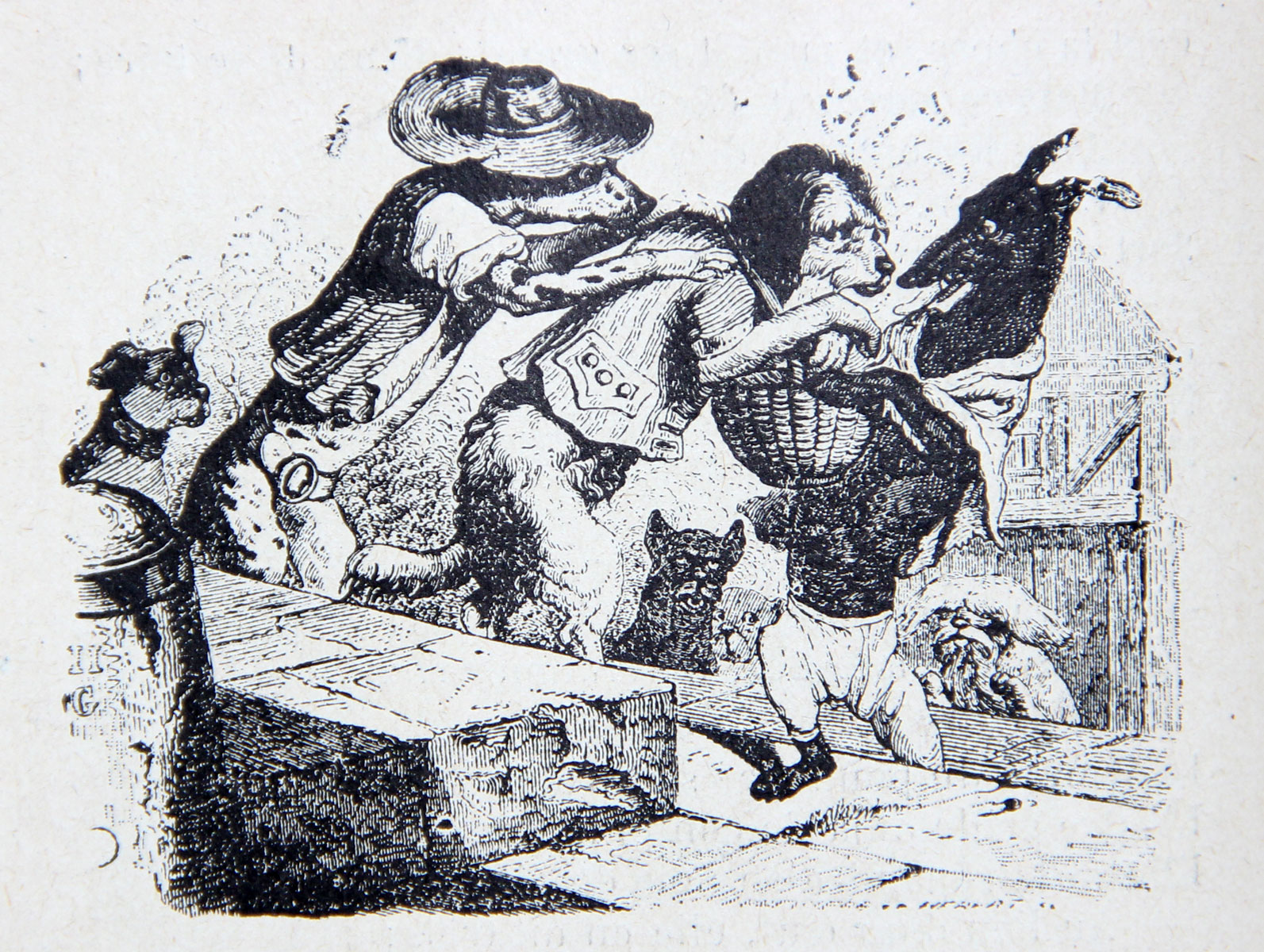
Dessin de Grandville.